# Шоли, Джоан
Джоа́н Шо́ли (англ. Joan Shawlee), в девичестве — Фу́лтон (англ. Fulton; 5 марта 1926, Форест-Хилс, Нью-Йорк, США — 22 марта 1987, Голливуд, Калифорния, США) — американская актриса, комедиантка, фотомодель и певица.

## Биография
Джоан Фултон (девичья фамилия актрисы) родилась 5 марта 1926 года в Форест-Хилсе (штат Нью-Йорк, США). Начала свою карьеру в 14-летнем возрасте в качестве модели Силверс.
В шестнадцать лет пела в ночных клубах Нью-Йорка и была объявлена одной из «шести самых красивых девушек на Манхэттене». Была замечена в Голливуде, и 20th Century Fox подписали с ней контракт, однако вскоре выяснилось, что Джоан была несовершеннолетней. Не успев попасть в мир кино, Джоан вернулась в Нью-Йорк к матери.
В 1945 году, по случайному стечению обстоятельств, пение Джоан в знаменитой «Копакабане» услышал комик Лу Костелло. При условии, что мать поедет с ней в Голливуд, Джоан подписала новый контракт с Universal Pictures. Снялась под именем Джоан Фултон в тринадцати фильмах, кульминацией которых стала главная роль в фильме «Солдаты возвращаются домой» (1947).
Выйдя замуж за бизнесмена Уолтера Шоли в 1950 году, Джоан взяла его фамилию. Вскоре супруги Шоли развелись, и в марте 1958 года Джоан вышла замуж во второй раз за Эдди Барчета.
Её роли, как правило, были небольшими, но запоминающимися, как, например, Красотка Сью — жёсткий руководитель дамского оркестра в фильме «В джазе только девушки» (1959). В 1960-1970-х годах Шоли была частым гостем в телешоу с ролями второго плана.
Джоан скончалась от онкологического заболевания в марте 1987 года в Голливуде в возрасте 61 года. Была кремирована, и её прах был развеян в море.

## Избранная фильмография
| Год  |   | Русское название               | Оригинальное название               | Роль                 |
| ---- | - | ------------------------------ | ----------------------------------- | -------------------- |
| 1947 | ф | Я буду твоей                   | I'll Be Yours                       | блондинка            |
| 1950 | ф | Женщина в бегах                | Woman on the Run                    | Блонди               |
| 1953 | ф | Отныне и во веки веков         | From Here to Eternity               | Сандра               |
| 1953 | с | Приключения Оззи и Харриет     | The Adventures of Ozzie and Harriet | Марион / Регистратор |
| 1954 | ф | Звезда родилась                | A Star Is Born                      | Джоан                |
| 1955 | ф | Покорение космоса              | Conquest of Space                   | Рози МакКанн         |
| 1957 | с | Мэверик                        | Maverick                            | Мадам Помпи          |
| 1957 | ф | Прощай, оружие!                | A Farewell to Arms                  | Медсестра-блондинка  |
| 1959 | ф | В джазе только девушки         | Some Like It Hot                    | Красотка Сью         |
| 1960 | ф | Квартира                       | The Apartment                       | Сильвия              |
| 1963 | ф | Нежная Ирма                    | Irma la Douce                       | Амазонка Энни        |
| 1966 | ф | Дикие ангелы                   | The Wild Angels                     | Мама Монахан         |
| 1967 | ф | Резня в День Святого Валентина | The St. Valentine's Day Massacre    | Эдна, девушка Фрэнка |
| 1968 | ф | Немного жизни, немного любви   | Live a Little, Love a Little        | Мать Робби           |